# Raymondia pagodarum
Raymondia pagodarum är en tvåvingeart som beskrevs av Speiser 1900. Raymondia pagodarum ingår i släktet Raymondia och familjen lusflugor. Inga underarter finns listade i Catalogue of Life.